# Zaur Tagizade
Zaur Tagizade (en azéri : Zaur Tağızadə), né le 21 février 1979 à Bakou en Azerbaïdjan, est un footballeur international azerbaïdjanais, devenu entraîneur à l'issue de sa carrière, qui évoluait au poste d'attaquant. 
Il compte 40 sélections et 6 buts en équipe nationale entre 1997 et 2008.

## Biographie

### Carrière de joueur
Zaur Tagizade dispute 7 matchs en Ligue des champions, pour un but inscrit, 4 matchs en Coupe de l'UEFA, et 4 matchs en Coupe Intertoto,.

### Carrière internationale
Zaur Tagizade compte 40 sélections et 6 buts avec l'équipe d'Azerbaïdjan entre 1997 et 2008. 
Il est convoqué pour la première fois par le sélectionneur national Vagif Sadygov pour un match amical contre l'Estonie le 4 juin 1997 (défaite 1-0). Par la suite, le 5 juin 1999, il inscrit son premier but en sélection contre le Liechtenstein, lors d'un match des éliminatoires de l'Euro 2000 (victoire 4-0). Il reçoit sa dernière sélection le 26 mars 2008 contre la Lituanie (défaite 1-0).

## Palmarès

### En club
- Avec le Shafa Bakou
  - Vainqueur de la Coupe d'Azerbaïdjan en 2001

- Avec le Neftchi Bakou
  - Champion d'Azerbaïdjan en 2004 et 2005
  - Vainqueur de la Coupe d'Azerbaïdjan en 2004

### Distinction personnelle
- Footballeur azerbaïdjanais de l'année en 2001